# Уртадо де Мендоса, Диего (поэт)
Дие́го Урта́до де Мендо́са (исп. Diego Hurtado de Mendoza, 1503, Гранада — 14 августа 1575, Мадрид) — испанский поэт и гуманист. Родился в аристократической семье, правнук поэта Иньиго Лопеса де Мендоса. Образование получил в Саламанкском университете, где основательно изучил латинский и греческий языки, философию, гражданское и церковное право. Был послом императора Карла V в Англии, Фландрии, Венеции и Риме при папском дворе. После Тридентского собора 1542 г. произведен в кардиналы. В 1568 г. вызвал гнев короля Филиппа II, который сослал его в замок Мота.
Как поэт Уртадо де Мендоса вместе с другими поэтами «итальянской школы» являлся проводником итальянского влияния в испанской литературе XVI века, однако он не избегал и форм старокастильской поэзии (редондильи и др.). Близкое знакомство с античными поэтами также отражается в его произведениях. Наиболее ярким примером подражания Уртадо де Мендосы античным образцам являются его «Fabula de Adonis» (Сказание об Адонисе) и «Hipomenes y Atalanta». Помимо стихотворных произведений, носящих на себе свойственную их эпохе печать искусственности, перу Уртадо де Мендосы принадлежит также несколько прозаических произведений, написанных языком сжатым и точным, в которых в полной мере проявляются его глубокая эрудиция, наблюдательность, богатый жизненный опыт и присущий ему юмор. Таковы два рассуждения в эпистолярной форме. В первом из них изображены в комическом виде искатели выгодных мест при кастильском дворе. Во втором, обращённом к Педро Саласару, высмеивается книга последнего о войнах Карла V в Германии, в которой автор приписывает себе вымышленные подвиги. Наиболее выдержавшим испытание времени произведением Уртадо де Мендосы следует признать написанную им незадолго до смерти «Guerra de Granada» (Война в Гранаде, изд. в 1627). В этой книге, замечательной своим беспристрастием и отсутствием нетерпимости к иноверцам и иноплеменникам, Уртадо де Мендоса описывает, пользуясь приёмами Саллюстия и Тацита, восстание мавров в 1568—1570 гг.